# Вальберх, Иван Иванович
Ива́н Ива́нович Ва́льберх (Ва́льберг, Лесого́ров 1766—1819) — русский артист балета, балетмейстер, педагог.

## Биография
Иван Вальберх родился в Москве в семье шведского происхождения 3 (14) июля 1766 года. Учился в Петербургской театральной школе у известных итальянских балетмейстеров Гаспаро Анджолини и Дж. Канциани. Окончив её в 1786 году, был принят солистом в придворную балетную труппу. В 1787 году женился на выпускнице театральной школы Софье Петровне Ленц (1768—1811).
Исполнял партии Ромео («Ромео и Юлия» Штейбельта), Алексея («Дезертир»), Язона («Медея и Язон» Рудольфа), Ивана («Русские в Германии, или Следствие любви к отечеству» Париса.
Набрав опыта, Вальберх с 1794 года занимался педагогической деятельностью в Петербургской театральной школе. Его учениками были: Е. И. Колосова, Я. Люстих, И. М. Аблец, А. И. Тукманова, А. П. Глушковский.

### И. И. Вальберх — балетмейстер
Иван Вальберх был первым русским балетмейстером, он поставил в 1795 году балет «Счастливое раскаяние», а в дальнейшем поставил ещё около 40 новых балетов и возобновил около 10 старых. Среди поставленных балетов: «Бланка, или Брак из отмщения» А. Н. Титова (1803), «Граф Кастелли, или Преступный брат» В. Мартин-и-Солера (1804, Петербург; 1808, Москва), «Клара, или Обращение к добродетели» на музыку Й. Вайгля (1806, Петербург; 1815, Москва), «Рауль — Синяя борода, или Опасность любопытства» Кавоса (1807, Петербург; 1808, Москва), «Сандрильона» Штейбельта (1815), «Орфей и Эвридика» на музыку Глюка (1808), «Амазонка» Антонолини (1815). Иван Вальберх первым в России попытался создать балет на современную ему тему («Новый Вертер» Титова, 1799). Балет этот исполнялся в современных костюмах. Также Вальберх первым создал балет «Ромео и Юлия» на сюжет шекспировской трагедии «Ромео и Джульетта» (1809).
Вальберх содействовал выработке основ русской школы балетного искусства.
Иван Иванович Вальберх работал до конца жизни и скончался в Санкт-Петербурге 14 (26) июля 1819 года, похоронен на Смоленском православном кладбище.

### Семья
Жена — София Петровна Ленц, дочь Фридриха Давида Ленца, внучка Христиана Давида Ленца и правнучка Майкла Эвальда Неокнаппа.
Дочь — Мария Ивановна Вальберхова (1789—1867) стала известной драматической актрисой. Всего в семье было 15 детей, из них четверо умерли в раннем детстве.
Правнук — Иван Иванович Вальберг (1825—1887) русский генерал-майор, военный инженер.
Праправнук — Иван Иванович Вальберг (1859—1918) русский генерал-лейтенант, начальник Павловского военного училища, военный историк и писатель.